# Christoph Clark
Christoph Clark (ur. 9 lutego 1958 w Marsylii) – francuski aktor, reżyser, scenarzysta i producent filmów pornograficznych. 
Występował także jako Silvio Bello, Chris Christopher, Gilbert Grosso, Kriss Klark i Jean Ramatuelle. 
W 2002 został wprowadzony do alei sław Hall of Fame AVN Award, a w 2008 jego nazwisko trafiło do galerii sław Hall of Fame XRCO Award.

## Wczesne lata
Urodził się i dorastał w Marsylii (niektóre źródła podają Franche-Comté) w rodzinie rzymskokatolickiej. Przystąpił do pierwszej komunii świętej. Po opuszczeniu szkoły w południowej Francji, w wieku szesnastu lat wyjechał do Hiszpanii, gdzie podjął pracę dorywczą jako kelner. 

## Początki kariery
W 1978, kiedy miał dwadzieścia lat i mieszkał wówczas we Frejus, podczas święta na Ibizie francuski fotograf Leonardo Codazzo zaproponował mu sesję zdjęciową w Paryżu. Wkrótce rozpoczął karierę jako fotomodel. Pracował w kawiarni jako barman. W 1981 zadebiutował przed kamerą dla szwedzkiego producenta. 
Na początku lat 80. grał w filmach pornograficznych realizowanych przede wszystkim we Francji, w tym Autostopowiczki nie noszą kuloty (Les Stoppeuses ne portent pas de culotte, 1982) jako gość, Dominacje tropikalne (Dominations tropicales, 1983) jako Sylvain, Magiczny Singapur (Une fille dans la peau, 1984), Gorące pożądanie (Échange de femmes pour le week-end, 1985) jako hipis i Dziewczyny z matką (Les filles de leur mère, 1985) na motywach powieści Pierre’a Louÿsa. W dramacie kryminalnym Colmax Production / Plum Productions Zakazany owoc (Le fruit défendu, 1983) w reż. Jeana-Luca Bruneta nie brał udziału w scenach seksu. Kolejne filmy z jego udziałem. Pojawił się też w realizacjach Cinévog Productions – Gwałty w kornetach (Viols en cornettes, 1983) w roli lokaja w scenie seksu z zakonnicą, Specjalne traktowanie niezadowolonego burżua (Traitement spécial pour une bourgeoise insatisfaite, 1984) jako asystent lekarza, Potrzeby ciała (Les besoins de la chair, 1984) jako Louis – brat panny młodej czy Uczeń wezjozy (Apprendiste viziose, 1985) w reż. Roberta Xaviera w scenie mikcji z Mariną Hedman. 
Parodiował Arsène’a Lupine’a w filmach Jamesa H. Lewisa (Gilberta Roussela): Triples penetrations explosives (1983), Ecole pour salopes tres speciales (1984) i Entrecuisses en chaleur (1984). Wystąpił w filmach Pierre’a B. Reinharda: Bien au fond du petit trou (1984) jako Marc, De la pénétration par tous les trous (1984), Petits Derrières très accueillants (1984) oraz wersji erotycznej opery mydlanej Dallas – Extases anales (1985) jako Karl Regensburg. Wziął udział w zachodnioniemieckiej realizacji Herzog Video Intymny kontakt prywatny (Intim Kontakt privat, 1985). 
W pornograficznej fotonoweli „Supersex” (1985) z Gabrielem Pontello w roli tytułowej przedstawiony był jako Silvio Barrault. Podjął pracę jako model erotyczny dla magazynu „Colour Climax”. 
W 1989 zadebiutował jako reżyser produkcji Extension 101 Inc. Sweet & Perverse Milly, której producentem był Gerard Damiano.

## Rozwój kariery w Europie
Włoski reżyser i właściciel studia Diva Futura – Riccardo Schicchi zaangażował go do filmów, gdzie główną postacią była Cicciolina: Porno Poker (1984), Banane al cioccolato (1986) i Cicciolina Number One (1986), a także Rozwój i upadek rzymskiej cesarzowej (Carne bollente, 1987) w roli adwokata Marengo z udziałem hollywoodzkiego gwiazdora porno Johna Holmesa, z którym zagrał potem w komedii Diabeł w panu Holmesie (The Devil in Mr. Holmes, 1987) i Backdoor Summer 1 (1988) z Amber Lynn. Wystąpił we włoskich baśniach kostiumowych Mario Bianchiego i Riccardo Schicchiego z Roberto Malone i Rocco Siffredim – Złe nawyki Baby i chciwość Ramby (Il vizio di Baby e l’ingordigia di Ramba, 1989) i Smutna księżniczka (L’uccello del piacere, 1989) jako Robin Hood. 
Był w obsadzie niemieckich realizacji Teresy Orlowski: Foxy Lady 2 (1986), Foxy Lady 6 (1986) w scenie jako aktyw z shemale Daną Douglas (w napisach: Angie Damazo), Flames of Fortune (1987), Teresa the Woman Who Loves Men 2 (1988), Sexplosion in Ibiza (1988), Take It Adam (1989), Forbidden Cherries (1989), Daughters of Sin (1989), Gilbert Fools Around (1989) czy Welcome to the Dale of Dolls (1989). Grał w produkcjach Saschy Alexandra, w tym Joker of Love (1987) jako Ulli oraz z Sarah Young – Sarah Young Collection 2 (1990) w scenie w limuzynie i The Sarah Young Collection 4 (1991) w scenie gang bangu. Występował w niemieckich filmach Videorama w reż. Harry’ego S. Morgana, w tym Teeny Exzesse 5: Perverse Fruchtchen (1990) i Maximum Perversum 61: Lust und Crime und harte Toure (1996). 
W erotycznej wersji operetki Franza Lehára Wesoła wdówka (Vedova Allegra, 1995) w reż. Mario Bianchi (Nicholas Moore) był hrabią Daniło. W stylowym melodramacie kostiumowym Rebeka: Pani pożądania (Rebecca: La signora del desiderio, 1995), reklamowanym nawet jako najpiękniejszy film porno, jaki kiedykolwiek powstał, wcielił się rolę Lorenzo. W dreszczowcu Maxa Bellocchio Ostatni pociąg (Ultimo treno/L’ultimo treno, 1994) jako nieśmiały protagonista trafia do przedziału tajemniczego pociągu, który zabiera go do mistycznego miasta zboczeńców z artystami cyrkowymi, klaunami, karłami i mnóstwem zdeprawowanych dziwek. W dramacie Maxa Bellocchio Panna młoda (La sposa, 1995) wystąpił w roli ojca chrzestnego tytułowej bohaterki, z którą w drodze do kościoła na ślub występuje w scenie seksu na tylnym siedzeniu limuzyny Lincoln. W porno parodii Nikita – Sexy Killer, Nikita - prima parte (1997) z Sarah Young zagrał postać Sergio z tajnej służby francuskiego rządu, a w Lara Croft: Tomb Raider – Zagłada wojownika (Doom Fighter, 2000) wystąpił jako antagonista dr Zolt Raider. 
Za rolę księdza działającego w sprzeciwiającej się międzyrasowemu romansowi organizacji Ku Klux Klan w Ku Klux Klan – Brutalne historie z wczorajszej Ameryki (KKK – storie violente dell’America di ieri, 2000) zdobył nominację do nagrody Złotej Gwiazdy 2001 (Zlatá Hvězda) na czeskim festiwalu Prague Erotica Sex. Wziął udział w produkcjach Rocco Siffrediego – Rocco’s Private Fantasies 1 (1997), Rock ’n Roll Rocco 2 (1997) i Rocco’s True Anal Stories 1 (1998), Davida Perry’ego – Puritan International, Ltd. Sexxx 3: Double Gulp (2003) i Pierre’a Woodmana – Woodman Casting X 82 (2010), a także w realizacjach DDF Network – Xtreme Sex Party (2015), Valentine’s Anal Fuck (2018) i Big Busty Surprise (2018). 
Jego film Colmax / MyPorn Productions DXK (DXK, David Sex King, 2011) z Roberto Malone w roli głównej był inspirowany oskarżeniem o napastowanie seksualne Dominique’a Strauss-Kahna. W 2022 został wyróżniony w rankingu „najlepszych francuskich gwiazd porno” portalu EuroSexScene.com.

### Vidéo Marc Dorcel (VMD)
Współpracę z Vidéo Marc Dorcel zapoczątkował od występu w filmach J. Helbie’ego: Gurpanof i jego kobiety (Des femmes pour Gourpanof, 1983) jako listonosz, Sekret Elise (Le Secret d’Elise, 1984) jako Eric, narzeczony Elise, i Okup za Ewę (La rançon d’Eva, 1985) jako jeden z porywaczy. Ponadto poajwił się w Dziewczynie w skórze (Une Fille dans la peau, 1984) i Faworytach Zofii (Les Faveurs de Sophie, 1984). Następnie wystąpił w produkcjach Michela Ricaud: Les 7 Derniers Outrages (1984) jako Chris, mąż panny młodej, Sekrety kobiet (Le Secret Femmes, 1986), Une femme nommée désir (1986), Attention fillettes! (1987), Szantaż kobiet (Chantage de femmes, 1989), Czarująca panna Todd (Les charmes secrets Miss Todd, 1990) z Tracey Adams, Mężczyzna, który szalał za kobietami (L'homme qui était fou des femmes, 1990) jako Pan Młody, Klinika pożądania (Désir clinique, 1990), Gwałt na telefon (Viol au Telephone, 1990), Ona woli starszych (Elle préfere les vieux, 1990), Sexterror (1990), Przymusowe rozkosze (A Force De Plaisirs, 1990), La femme en noir (1990), Amatorskie kino (Ciné Amateur, 1991), Niewierne pary (Couples infidèles, 1991), Hotelik, czyli burdelik (Souris d’hôtel, 1991), Vue sur maison close (1991), Photos Passions (1991), Naruszona prywatność (Intimité violée, 1992) z Sunny McKay, pastiszu Błękitny anioł - Błękitna Wenus (La Venus bleue, 1993), Marianne on Tour (1994) oraz Offertes à tout no. 4 (1995) jako narzeczony Beaty. Z kolei Gabriel Pontello zaangażował go do roli fotografa w Urzekających modelkach (Mannequins Envoutants/Piege A filles/Snatch Shots, 1989) u boku Rocco Siffrediego. Michel Ricaud zaangażował go do roli podróżnika Didiera w produkcji Double Defi Ona to kocha (U elle aime, 1992). Był też obsadzany w produkcjach Alaina Payet: Gode-Party (1991),  w roli lekarza w parodii Goście, goście – Les Visiteuse (1994), uhonorowanej nagrodą specjalną klubów wideo Hot d’or, i jako doktor Loïc Perrin w Punkcie Q (Le Point Q, 2000) jako doktor Loïc Perrin. 
Postać maniaka seksualnego, wykreowanego na Hannibala Lectera z Milczenia owiec w Przestępstwie uwiedzenia (Délit de séduction, 1993) w reż. Michela Ricauda przyniosła mu nagrodę Hot d’or na Festiwalu Filmów Erotycznych w Cannes w kategorii „Najlepszy aktor europejski”. Marc Dorcel powierzył mu rolę bogatego lorda Sir Rémy’ego w Zapachu Matyldy (Le Parfum de Mathilde, 1994), uhonorowanym AVN Award jako jeden z 500 najlepszych filmów dla dorosłych i na Festiwalu Kina Erotycznego w Brukseli jako najlepszy europejski film porno. Wystąpił też jako biznesmen nieprzestrzegający żadnych praw etyki Sasza Pietrowski w filmie Księżniczka i dziwka (La princesse et la pute, 1996) w reż. Marca Dorcela. Grał głównych bohaterów w filmach z Laure Sainclair: Miłość Laury (L’Amour de Laure, 1996), Talizman - ukryte pożądanie (Le Le désir dans la peau, 1996) jako Paul, Obsesja Laury (L’Obsession de Laure, 1996) jako psychiatra dr Clark, Amnezja - Apetyt na Laurę (La Ruée vers Laure, 1997) w roli Kevina oraz Zaskakujący spadek (L’Héritage de Laure, 1998) jako adwokat. 
Za rolę playboya i bogatego magnata V.H. Shane’a w Obywatelu Shane (Citizen Shane, 1996) w reż. Marca Dorcela otrzymał nagrodę na Praskim Festiwalu Erotycznym w Pradze i Hot d’or na festiwalu w Cannes w kategorii „Najlepszy aktor europejski”.
Clark był reżyserem filmów Vidéo Marc Dorcel: Offertes à tout 3 (1993), Offertes à tout 5 (1996), Offertes à tout 7: Fantasmes à l'Est (1996), Offertes à tout 8 (1996), Jolis seins de l’est (2000), Filles de l’est et gros seins (2002), Prostitution a l’est (2003) i Videos Privees De Pornstars (2012). Za realizację filmu Młode lubieżne wdowy (Jeunes Veuves Lubriques, 1996) odebrał Hot d’or na festiwalu filmów erotycznych w Cannes jako najlepszy nowy europejski reżyser. Niektóre ze scen produkcji Vidéo Marc Dorcel umieszczono w Anita Blond & Anita Dark Infinity: Best Of (2005), Marc Dorcel: 35th Anniversary Encyclopedia (2014) i 40th Anniversary: Libertinage (2019).

### DBM Video
Po udziale w realizacjach Dino’s Blue Movie austriackiego producenta i reżysera filmów porno Josefa „Dino” Baumbergera, Diamentowa robota (Diamond Job, 1988), Dziwaczne przyjęcie 2 (Party Bizarr 2, 1989) i Paryżanka (Moonrise 17 - la Parisienne, 1989), wziął udział w scenach z Dolly Buster: Dolly Buster in Exzess (1990), Memories of Dolly 1 (1991), Casting 1 (1992), Dreams of Anal (1992) czy Memories Of Dolly 2 (1993). „Dino” wybrał go do roli tytułowego protagonisty Wolfganga Amadeusa Mozarta w niemieckim filmie Sekrety Mozarta (Secrets of Mozart, 1992), za którą zdobył nominację do Hot d’or na festiwalu w Cannes w kategorii „Najlepszy aktor europejski”. W filmie DinoVision Tylko jeden dzień (Just One Day, 1991) był pilotem samolotu Cessna Citation, a w Dino’s Blue Movie 64: Act Studio (1992) wystąpił w scenie triolizmu (chłopak/chłopak/dziewczyna) z Angelicą Bellą i Robertem Malone. W latach 1993–1997 dla DBM Video Christoph Clark wyreżyserował 34 filmy.

### Magma Film
Niemiecki reżyser Walter Nils „Moli” Molitor zaangażował go do swojej debiutanckiej produkcji Magma Film Waterpower Teenies (1988). Clark zagrał potem kowboja Victora McHammera, który odwiedza miasteczko Cock w westernie Wystrzałowe kolty (Spritzende Colts, 1991) i wcielił się w postać Kalifa von Samarkanda w filmie Osmańskie niewolnice seksualne (Osmanische Sexsklavinnen, 1991). Za kreację klauna Augusta z cyrku „Mosen” w niemieckiej produkcji Arena namiętności (Manege der Lüste, 1991) odebrał nagrodę Hot d’or na festiwalu filmów erotycznych w Cannes w kategorii najlepszy aktor francuski. W parodii z gatunku filmów fantastycznonaukowych Mad Max – Mad Sex (1994) wystąpił jako Loth, lider Breastless Ones.

### Mario Salieri Productions
Początkiem współpracy z Mario Salierim była rola Chrisa – asystenta szefa mafii i przyjaciela Gabrielli w dramacie kryminalnym Wola ojca chrzestnego (Roma Connection, 1991), gdzie współreżyserem był Sascha Alexander. Wkrótce Clark został obsadzony w pastiszu porno Wehikuł czasu – Zagubiona w czasie 3 (Viaggio nel tempo 3, 1991) w roli gestapowca i Harem (1991) jako handlarz kobietami Aldo, a także w dramacie wojennym Wspomnienia życia (Tutta una vita, 1992), którego akcja rozgrywa we Włoszech okupowanych przez niemiecki Wehrmacht podczas II wojny światowej.
Wystąpił jeszcze w innych produkcjach Salieriego: Viva Italia! (1993), Młodzieńcze perwersje (Adolescenza Perversa/Viva Italia 2!, 1993), Arabika (1993) jako Francesco oraz Długa noc strachu (Violences Italienne/La lunga notte della paura, 1994) jako Nicholas Ribera. Był amerykańskim oficerem, który utrzymuje kontakty seksualne z zakonnicami i mieszkankami klasztoru podczas II wojny światowej w Tajemnicy klasztoru (Mistero del convento/Geheimnis einer Nonne, 1993). Zagrał antagonistę Luigiego Alfaniego, włoskiego przestępcę skazanego na dożywocie w Erosie i ekscesach (Eros e Tanatos, 1995).
Inne filmy Mario Salieri Entertainment Group z udziałem Christopha Clarka to: Sogni d’Estate a Riccione (1992; reż. Nicky Ranieri), Inside Gabriella Dari (1992; reż. Nicky Ranieri), Corpi venduti (1994; reż. Sergio Cristaldi), Inside Luana Borgia (1994; reż. Nicky Ranieri) i Sarajevo (1994; reż. Nicky Ranieri).

### Gold Pictures/In-X-Cess International Eros Productions Inc. (SCT)
Luca Damiano i Joe D’Amato zaangażowali go do roli Aladyna w wysokobudżetowej kostiumowej produkcji Erotyczne marzenia Aladyna (The Erotic Dream of Aladdin X, 1995), za którą otrzymał dwie nagrody jako „Najlepszy aktor europejski” – na European X Festival w Brukseli i Festival Internacional de Cine Erótico de Barcelona. 
U Joe D’Amato zagrał też w innych filmach kostiumowych: Złodziejaszki (Donne gioielli e culi belli, 1994), Spiando Simona (Souillures extrêmes/Transex, 1994) jako chłopak Giuly, Baron von Masoch (Il Barone von Masoch, 1995), Seks z duchami (Fantasmi Al Castello/Amazing Sex, 1996) jako turysta, Marqués de Sade (1996) jako wujek de Sade i Latający lekarze (Le Porcone volanti, 1996).
Wystąpił również w realizacjach, których reżyserem był Luca Damiano: Księga tysiąca i jednej nocy (1001 Nights: Esclaves au harem, 1994) jako sułtan Szachrijar, opartej na motywach powieści Alberto Moravii włoskiej produkcji Mężczyzna, który patrzy (Il marito guardone – Sesso spiato, 1994) jako hrabia Yoster, Trzy panie z pokaźnymi udami (Tre Signore A Coscie Larghe / Tres marranas en el harén, 1995) jako podróżnik, który przybywa do królestwa egzotycznej orientalnej księżniczki (Tabitha Cash), Dekameron X (Decameron X, 1995) według Giovanniego Boccaccia oraz jako szekspirowski tytułowy duński książę w dramacie Hamlet – erotyczne rozterki (Amleto-Per Amore di Ophelia, 1996).

### Private
W 1996 włoski producent Claudio Mattei i jego żona Ivana Bláhová z Bohem Productions w Pradze Šeberov podjęli współpracę z Christophem Clarkiem podczas castingu World Modeling do realizacji dla Private Media Group, dla którego wyreżyserował scenę w filmie Triple X 21 (1996), Triple X 24 (1997)/I Want to Fuck You in the Toilet (2004) w scenie seksu w toalecie z Silvią Saint i Private Stories 21: Among Friends (1997) w scenie nad czerwonym stołem bilardowym. W 1997 Christoph Clark promował swoje realizacje dla Private w piątej edycji Festival Internacional de Cine Erótico de Barcelona. 
Wystąpił w scenach swoich produkcjach: Triple X Files 11: Enjoy Jennifer (1998), Przeszkody miłości (Gaia 1: Les obstacles de l’amour, 1997), Włoskie dziedzictwo (Gaia 4: Italian Legacy, 1997), Reportera (Private Gold 18: Reporter, 1997), Ostatnie życzenie (Private Gold 20: Dead Man’s Wish, 1997), Weekend w Bolonii (Private Gaia 3: Weekend in Bologna, 1997) i Aktorki (Private Gaia 6: Profession: Porn Actress, 1998). Za film Pokusy Clarisse (Private Gaia 5: The Temptations of Clarisse, 1998) z Nikki Anderson był nominowany do AVN Award w kategorii najlepszy reżyser zagraniczny. Zagrał postać Cyklopa w trylogii Private Virtualia: Dark Side: A New Sex Dimension (2002).

## Kariera w Stanach Zjednoczonych
Przyjaźnił się z amerykańskim aktorem i reżyserem porno Johnem Leslie i jego żoną Kathleen. Wystąpił w amerykańskich filmach Caballero Home Video Lady By Night (1986) z Niną Hartley i Club Ecstasy (1986) z Niną Hartley i Johnem Leslie. Był partnerem Porsche Lynn w filmach hollywoodzkich: parodii Rzymskie wakacje – Barbara Dare’s Roman Holiday (1987) z Barbarą Dare, Grand PriXXX (1987) i Porsche The Girl The Car The Legend (1987). Wziął udział w scenach produkcji Sin City – Sensations (1996) z Jill Kelly i Markiem Davisem, a także Sensations 2 (1996) w scenie w limuzynie z Rebeccą Lord i Tonym Tedeschi.
W 1991 podjął współpracę z amerykańskim producentem i reżyserem Johnem Stagliano, pojawiając się w jego studyjnych filmach pornograficznych. W 1997 John Stagliano poprosił Clarka, by przyłączył się do jego rosnącej grupy reżyserskiej Evil Angel. Sekwencja z Christophem Clarkiem i jego dziewczyną Deborah Wells (pod jednym z jej pierwszych pseudonimów jako Noelle Budvar) w filmie Buttman’s European Vacation 1 została nagrana w maju 1991 podczas wizyty Johna Stagliano na festiwalu w Cannes. Film Stagliano w 1992 został uhonorowany AVN Award dla najlepszej realizacji i XRCO Award jako najlepsze wideo roku.
W 1997 Christoph Clark rozpoczął cykl filmów w stylu gonzo dla Evil Angel. Dzięki produkcjom takim jak Euro Angels 11: Pink Tunnels (1998), Euro Angels 8: Tunnels of Love (1998) czy Euro Angels 10: Anal Decadence (1998), opartymi na seksie analnym, wyprodukowanymi przy niskich budżetach i castingach, Clark podbił rynek amerykański i stał się „królem amerykańskiego gonzo”. W marcu 2001 na łamach „Interviú” tytuły tych realizacji zostały opublikowane jako „Najlepsze filmy kina X”. W 2007 Christoph Clark odebrał dwie branżowe nagrody AVN Award w kategoriach: „Najlepsza seria” Obsession i „Najlepsza zagraniczna cała seria” Euro Domination, a w 2009 otrzymał AVN Award w kategorii „Najlepszy reżyser zagranicznego niepełnometrażowego filmu” za Nasty Intentions 2 (2008).
W 2012 Christoph Clark wziął udział w dwóch produkcjach Brazzers – Brazzers Worldwide: Budapest 1 i Brazzers Worldwide: Paris.

## Styl
Clark produkował cykle filmów w stylu gonzo i zwykle wchodził w interakcję na ekranie ze swoją ekipą filmową i aktorkami. Jego serie takie jak Euro Angels, Beautiful Girls, Euro Hardball, Big Natural Tits Euro Domination, Christoph Clark’s Obsession, Swallow i Top Wet Girls, które rozpoczęły się w 1997, często przedstawiały seks na krzesłach, balkonach lub blatach, z ciałami do góry nogami lub w nietypowych pozycjach. Dzięki jego sukcesom europejskie produkcje porno zyskały popularność w Stanach Zjednoczonych.
W 2005 jego cztery produkcje otrzymały nagrodę honorową AVN Award jako jedne z 500 najlepszych filmów dla dorosłych: Euro Angels 10: Anal Decadence (1998), Euro Angels Hardball 1 (1998), Christoph’s Beautiful Girls 17 (2004) i Euro Domination 3 (2005).

## Obecność w kulturze masowej
Na kinowym ekran zadebiutował jako Cricri w komediodramacie Winorośl widocznego smutku (Pinot simple flic, 1984), której operatorem filmowym był nominowany do Oscara za najlepsze zdjęcia Eduardo Serra. W dramacie Francisa Leroia Emmanuelle IV (1984) u boku Sylvii Kristel i Patricka Bauchau zagrał drugoplanową rolę Alfredo, narzeczonego Marii. Znalazł się też w obsadzie melodramatu Franceski Comencini Annabelle partagée (1991).
Gościł w dramacie Dziwka (Yo puta, 2004) według powieści Isabel Pisano z udziałem Daryl Hannah, Denise Richards i Joaquima de Almeidy. 
W 2013 był bohaterem teledysku wyprodukowanego przez Chaï Chaï Films do piosenki Brantôme „Hello, Dirty Operator!” (reż. Mathias Mangin i Jonas Parient). 
Od 2015 na swoim koncie YouTube, Facebook i Twitter jako Tonton Chris Clark regularnie nagrywał siebie i publikował filmiki wideo, gdzie wyrażał swoją opinię, np. o porażce reprezentacji Francji w piłce nożnej.
W biograficznym serialu Netflixa Supersex (2024), inspirowanym życiem Rocco Siffrediego (w tej roli Alessandro Borghi), rolę Christopha Clarka jako antagonisty zagrał włoski aktor Giulio Greco. Premiera światowa tej produkcji miała miejsce podczas 74. Festiwalu Filmowego w Berlinie.

## Życie prywatne
Podczas wizyty w Marbelli Christoph Clark poznał węgierską aktorkę porno Deborah Wells, która debiutowała u Pierre’a Woodmana, i dla niej przeprowadził się do Budapesztu. Wells i Clark byli ze sobą związani w latach 1990–1994. W międzyczasie razem zagrali w scenach seksu w filmach: Sarah Young’s Private Moments Volume One (1991), Vue sur Maison Close (1991), Roma Connection (1991), Photos Passions (1991), Leather Dreams (1991), Hard Cut 2 (1991), Osmańskie dziewice (Osmanische Sexsklavinnen, 1991), Fucking Holidays (1991), U elle aime (1992) jako Didier Adventures of Misty McKain 2 (1992), Memories of a Lifetime (Viva Italia!, 1992), Sogni d'Estate a Riccione (1992), Lussuria di Donna (1992), Inside Gabriella Dari (1992), porno wersji Blond Venus - Błękitna Wenus (La Venus Bleue, 1993), parodii porno Milczenia owiec - Przestępstwo uwiedzenia (Délit de Séduction, 1993), Tajemnica klasztoru (Il Mistero del Convento (1993), Offertes à tout 4 (1994), pornobaśni Królewna Śnieżka (Hótehénke, 1994, LUX Videó, reż. Kovi), Sarajevo (1994), Corpi venduti (1994), Confessioni Anali (1998) i Hot Shots of Angelica Bella (1999).
Zawarł związek małżeński, ma dwóch synów (ur. 2002 i 2004), i zamieszkał wraz z rodziną w Egerze. W 2015, po 20 latach małżeństwa, doszło do rozwodu. Osiedlił się w Gödöllő. Dorabiał jako lokaj w prywatnych gospodarstwach domowych.

## Nagrody i nominacje
| Rok  | Nagroda                                | Kategoria                                                 | Film                                                                            | Inni wykonawcy | Rezultat  |
| ---- | -------------------------------------- | --------------------------------------------------------- | ------------------------------------------------------------------------------- | --- | --------- |
| 1992 | Hot d’Or                               | Najlepszy aktor francuski                                 | Arena namiętności (Manege der Lüste, 1991)                                      | – | Wygrana   |
| 1993 | Hot d’Or                               | Najlepszy aktor europejski                                | Sekrety Mozarta (Secrets of Mozart, 1992)                                       | – | Nominacja |
| 1993 | European X Festival (Bruksela, Belgia) | Najlepszy aktor europejski                                | –                                                                               | – | Nominacja |
| 1994 | Impulse d’Oro (Mediolan)               | Najlepszy aktor francuski                                 | –                                                                               | – | Wygrana   |
| 1994 | Hot d’Or                               | Najlepszy aktor europejski                                | Przestępstwo uwiedzenia (Délices et Séduction, 1993)                            | – | Wygrana   |
| 1995 | Hot d’Or                               | Najlepszy aktor europejski                                | Obywatel Shane (Citizen Shane, 1994)                                            | – | Wygrana   |
| 1995 | European X Festival (Bruksela)         | Najlepszy aktor europejski                                | Erotyczne marzenia Aladyna (The Erotic Dream of Aladdin X, 1994)                | – | Wygrana   |
| 1995 | Ninfa                                  | Najlepszy aktor europejski                                | Erotyczne marzenia Aladyna (The Erotic Dream of Aladdin X, 1994)                | – | Wygrana   |
| 1996 | Hot d’Or                               | Najlepszy wschodzący reżyser                              | Młode lubieżne wdowy (Jeunes Veuves Lubriques, 1995)                            | – | Wygrana   |
| 1998 | AVN Award                              | Najlepsza scena seksu grupowego – wideo                   | Rock 'n' Roll Rocco 2: Backstage Pass (1997)                                    | Clarissa Bruni, Elizabeth King, Eva, Heidy Cassini, Illana Moore, Jeanette La Douce, Lenka Veborova, Olga Lovi, Dina Pearl, Regina Sipos, Stephanie Silver, Samantha del Rio, Katarina Martinez, Roberto Malone, Sophie Call, Cassandra, Vivienne Clash, Andrea Nobili, Andrea Spider, Francesco Malcom, Jean-Yves Le Castel, Pavel Sahaj, Richard Langin, Robert Rosenberg, Rocco Siffredi i Silvio Evangelista | Nominacja |
| 1998 | Prague Erotica Sex (Czechy)            | Najlepszy aktor europejski                                | Obywatel Shane (Citizen Shane, 1994)                                            | – | Wygrana   |
| 1999 | AVN Award                              | Najlepszy reżyser zagraniczny                             | Pokusy Clarisse (Private Gaia 5: The Temptations of Clarisse, 1998)             | – | Nominacja |
| 1999 | AVN Award                              | Najlepsze zagraniczne wideo                               | Euro Angels 2 (1997) Euro Angels 3 (1997) Euro Angels 8: Tunnels of Love (1998) | – | Nominacja |
| 1999 | AVN Award                              | Najlepsze zagraniczne wideo                               | Euro Angels 10: Anal Decadence (1998)                                           | – | Wygrana   |
| 1999 | AVN Award                              | Najlepszy wykonawca roku                                  | –                                                                               | – | Nominacja |
| 1999 | AVN Award                              | Najlepsza scena seksu analnego - wideo                    | Buttman in Budapest (1998)                                                      | Nikki Anderson i Andrew Youngman | Nominacja |
| 1999 | AVN Award                              | Najlepsza scena seksu w zagranicznej produkcji wideo      | Euro Angels 4 (1998)                                                            | Ispahan, Vanda Vitus i Yves Baillat | Nominacja |
| 2000 | Hot d’Or                               | Najlepszy aktor europejski                                | Obywatel Shane (Citizen Shane, 1994)                                            | – | Nominacja |
| 2000 | Hot d’Or                               | Najlepsza europejska realizacja                           | Euro Angels 19 (1999)                                                           | – | Nominacja |
| 2000 | AVN Award                              | Wykonawca roku                                            | –                                                                               | – | Nominacja |
| 2000 | AVN Award                              | Najlepsze zagraniczne wideo                               | Euro Angels 14: Nuttin' Butt (1999)                                             | – | Nominacja |
| 2000 | AVN Award                              | Najlepsze zagraniczne wideo                               | Euro Angels Hardball 3: Anal Therapy (1999)                                     | – | Nominacja |
| 2000 | AVN Award                              | Najlepsza scena seksu w produkcji zagranicznej            | Euro Angels Hardball 3: Anal Therapy (1999)                                     | Nikki Anderson i Daniella Rush | Nominacja |
| 2000 | AVN Award                              | Najlepsza zagraniczna taśma winietowa                     | Euro Angels Hardball 3: Anal Therapy (1999)                                     | – | Nominacja |
| 2000 | AVN Award                              | Najlepsza zagraniczna taśma winietowa                     | Euro Angels 14: Nuttin' Butt (1999)                                             | – | Nominacja |
| 2001 | AVN Award                              | Najlepsza scena seksu w obcojęzycznej wersji              | Obsesja Laury (L’Obsession de Laure, 1996)                                      | Nikita | Nominacja |
| 2001 | Prague Erotica Sex (Czechy)            | Najlepszy aktor europejski – Złota Gwiazda (Zlatá Hvězda) | Ku Klux Klan (KKK – storie violente dell’America di ieri, 2000)                 | – | Nominacja |
| 2002 | AVN Award                              | Wykonawca roku                                            | –                                                                               | – | Nominacja |
| 2002 | AVN Award                              | Najlepszy reżyser realizacji zagranicznej                 | Euro Angels Hardball 11: Analholics (2001)                                      | – | Nominacja |
| 2002 | AVN Award                              | Najlepsza realizacja zagraniczna                          | Euro Angels Hardball 11: Analholics (2001)                                      | – | Nominacja |
| 2002 | AVN Award                              | Najlepsza realizacja zagraniczna                          | Christoph’s Beautiful Girls (2001)                                              | – | Wygrana   |
| 2002 | AVN Award                              | Najlepsza taśma gonzo                                     | Christoph’s Beautiful Girls (2001)                                              | – | Nominacja |
| 2002 | AVN Award                              | Najlepsza scena seksu analnego – wideo                    | Buttman’s Butt Freak 3 (2001)                                                   | Laura Black | Nominacja |
| 2002 | AVN Award                              | Najlepsza scena seksu w produkcji zagranicznej            | A Bevy of Blondes (2001)                                                        | Sophie Angel | Nominacja |
| 2002 | AVN Award                              | Najlepsza scena seksu w parze – wideo                     | A Bevy of Blondes (2001)                                                        | Christal | Nominacja |
| 2002 | AVN Award                              | Hall of Fame (Aleja Sław)                                 | –                                                                               | – | Wygrana   |
| 2002 | AVN Award                              | Najlepsza seria o tematyce analnej                        | Euro Angels: Hardball                                                           | – | Nominacja |
| 2002 | AVN Award                              | Najlepsze wideo zagraniczne                               | Euro Angels: Hardball                                                           | – | Wygrana   |
| 2003 | AVN Award                              | Najlepsza zagraniczna winieta taśmy                       | Euro Angels Hardball 16: Anal Training (2002)                                   | – | Nominacja |
| 2003 | AVN Award                              | Najlepszy zagraniczny wykonawca roku                      | –                                                                               | – | Nominacja |
| 2003 | AVN Award                              | Najlepszy reżyser realizacji zagranicznej                 | Christoph’s Beautiful Girls 4 (2002)                                            | – | Nominacja |
| 2003 | AVN Award                              | Najlepsza zagraniczna winieta serii                       | Euro Angels Hardball                                                            | – | Wygrana   |
| 2004 | AVN Award                              | Najlepsza scena seksu w zagranicznej produkcji            | Euro Angels Hardball 19: Reverse Gang Bang Edition (2002)                       | Carmen, Kelli, Leslie, Jennifer Cool, Lucy Lee, Allison More, Tina Wagner, Vivienne Laroche i Greg Centauro | Nominacja |
| 2004 | AVN Award                              | Najlepsza zagraniczna realizacja                          | Euro Angels Hardball 19: Reverse Gang Bang Edition (2002)                       | – | Nominacja |
| 2004 | AVN Award                              | Najlepsza zagraniczna realizacja                          | Christoph’s Beautiful Girls 8 (2003)                                            | – | Nominacja |
| 2004 | AVN Award                              | Najlepsza zagraniczna seria                               | Beautiful Girls Euro Angels Hardball                                            | – | Nominacja |
| 2004 | AVN Award                              | Najlepszy reżyser realizacji zagranicznej                 | Euro Angels Hardball 20: DP Mania (2003)                                        | – | Nominacja |
| 2005 | AVN Award                              | Najlepsza zagraniczna seria                               | Euro Angels Hardball                                                            | – | Nominacja |
| 2006 | AVN Award                              | Najlepszy reżyser zagranicznej realizacji                 | Euro Domination 4 (2005)                                                        | – | Nominacja |
| 2006 | AVN Award                              | Najlepsza zagraniczna realizacja                          | Euro Domination 4 (2005)                                                        | – | Nominacja |
| 2006 | AVN Award                              | Najlepsza zagraniczna seria                               | Euro Angels Hardball (2005)                                                     | – | Nominacja |
| 2006 | AVN Award                              | Najlepsza zagraniczna seria                               | Euro Domination (2005)                                                          | – | Wygrana   |
| 2006 | AVN Award                              | Najlepszy film długometrażowy o tematyce oralnej          | Christoph Clark’s Swallow (2005)                                                | – | Nominacja |
| 2006 | Rog Reviews Critic’s Choice Award      | Najlepszy reżyser                                         | –                                                                               | – | Nominacja |
| 2006 | Rog Reviews Critic’s Choice Award      | Najlepszy film długometrażowy                             | Christoph Clark’s Obsession (2006)                                              | – | Nominacja |
| 2007 | AVN Award                              | Najlepsza zagraniczna realizacja                          | Christoph Clark’s Obsession (2006)                                              | – | Wygrana   |
| 2007 | AVN Award                              | Najlepszy reżyser zagranicznej realizacji                 | Christoph Clark’s Obsession (2006)                                              | – | Nominacja |
| 2007 | AVN Award                              | Najlepsza zagraniczna realizacja                          | Euro Domination 7 (2006)                                                        | – | Nominacja |
| 2007 | AVN Award                              | Najlepsza zagraniczna cała seria                          | Angel Perverse                                                                  | – | Nominacja |
| 2007 | AVN Award                              | Najlepsza zagraniczna cała seria                          | Euro Domination (2006)                                                          | – | Wygrana   |
| 2007 | VOD Awards (Video On Demand)           | Najlepszy film zagraniczny                                | Big Natural Tits 15 (2006)                                                      | – | Nominacja |
| 2008 | AVN Award                              | Najlepszy reżyser filmu zagranicznego                     | Angel Perverse 8 (2007)                                                         | – | Nominacja |
| 2008 | AVN Award                              | Najlepsza zagraniczna realizacja                          | Angel Perverse 8 (2007)                                                         | – | Wygrana   |
| 2008 | XRCO Award                             | Hall of Fame (Aleja Sław)                                 | –                                                                               | – | Wygrana   |
| 2009 | AVN Award                              | Najlepszy reżyser zagranicznego filmu niepełnometrażowego | Nasty Intentions 2 (2008)                                                       | – | Wygrana   |
| 2009 | Hot d’Or                               | Najlepszy reżyser europejskiej produkcji gonzo            | Angel Perverse (2008)                                                           | – | Wygrana   |
| 2010 | AVN Award                              | Najlepsza realizacja o dużych biustach                    | Big Natural Tits 21 (2008)                                                      | – | Nominacja |
| 2010 | AVN Award                              | Najlepsza realizacja zagraniczna                          | Bobbi Violates Europe (2009)                                                    | – | Wygrana   |
| 2010 | AVN Award                              | Najlepszy reżyser produkcji zagranicznej                  | Anita Pearl is Fresh on Cock (2008)                                             | – | Nominacja |
| 2011 | AVN Award                              | Najlepsza realizacja zagraniczna                          | Russian Angels 2 (2009)                                                         | – | Nominacja |
| 2011 | AVN Award                              | Najlepsza realizacja zagraniczna                          | Angel Perverse 15 (2010)                                                        | – | Nominacja |
| 2012 | AVN Award                              | Najlepszy reżyser filmu zagranicznego                     | Angel Perverse 18 (2010)                                                        | – | Nominacja |
| 2012 | AVN Award                              | Najlepsza realizacja zagraniczna                          | Christoph Meets the Angels 1 (2011)                                             | – | Nominacja |
| 2012 | AVN Award                              | Najlepsza realizacja orgii/gangbangu                      | Orgy: The XXX Championship 1 (2011)                                             | – | Nominacja |
| 2012 | XBIZ Award                             | Najlepsza europejska realizacja niefabularna              | Angel Perverse 20 (2011)                                                        | – | Nominacja |
| 2013 | AVN Award                              | Najlepszy reżyser niefabularnego filmu zagranicznego      | Jessie Volt is my Sexy Toy (2012)                                               | – | Nominacja |
| 2013 | Sex Awards                             | Ulubiony reżyser                                          | –                                                                               | – | Nominacja |
| 2013 | XBiz Award                             | Europejski reżyser roku                                   | –                                                                               | – | Nominacja |
| 2013 | XBiz Award                             | Europejska niefabularna realizacja roku                   | Angel Perverse 24 (2012)                                                        | – | Nominacja |
| 2013 | XBiz Award                             | Europejska niefabularna realizacja roku                   | Top Wet Girls 12 (2012)                                                         | – | Nominacja |
| 2014 | AVN Award                              | Najlepszy reżyser filmu zagranicznego                     | I’m Your Bitch: Lyen (2013)                                                     | – | Nominacja |
| 2014 | AVN Award                              | Najlepszy pokaz gwiazd                                    | I’m Your Bitch: Lyen (2013)                                                     | – | Nominacja |
| 2014 | AVN Award                              | Najlepsza realizacja fetyszu stóp/nóg                     | Feet Pleasure (2012)                                                            | – | Nominacja |
| 2014 | AVN Award                              | Najlepsza europejska niefabularna forma filmowa           | Christoph’s Anal Attraction (2013)                                              | – | Nominacja |
| 2014 | XBIZ Award                             | Europejska realizacja niefabularna roku                   | Christoph’s Anal Attraction (2013)                                              | – | Nominacja |
| 2014 | XBIZ Award                             | Europejski reżyser roku                                   | –                                                                               | – | Nominacja |
| 2015 | AVN Award                              | Wykonawca zagraniczny roku                                | –                                                                               | – | Nominacja |
| 2015 | XBIZ Award                             | Europejski reżyser roku                                   | –                                                                               | – | Nominacja |
| 2015 | XBIZ Award                             | Wykonawca zagraniczny roku                                | –                                                                               | – | Nominacja |
| 2015 | Nightmoves Award                       | Najlepszy reżyser filmu niepełnometrażowego               | –                                                                               | – | Nominacja |
| 2015 | Nightmoves Fan Award                   | Najlepszy reżyser filmu niepełnometrażowego               | –                                                                               | – | Nominacja |
| 2016 | XBiz Award                             | Reżyser zagraniczny roku                                  | –                                                                               | – | Nominacja |
| 2016 | XBiz Award                             | Niepełnometrażowa realizacja zagraniczna roku             | Christoph’s Anal Attraction 4 (2014)                                            | – | Nominacja |
| 2017 | AVN Award                              | Najlepszy reżyser zagraniczny                             | Christoph’s Anal Attraction 6 (2015)                                            | – | Nominacja |
| 2017 | XBIZ Award                             | Niepełnometrażowa realizacja zagraniczna roku             | Fuck My Ass #6 (2016)                                                           | – | Nominacja |